# Махешкхали
Махешкхали (бенг. মহেশখালী,  англ. Maheshkhali) — портовая муниципальная корпорация на юго-востоке Бангладеш, административный центр одноимённого подокруга. Площадь — 2,93 км². Находится на острове Майсхал.
По данным переписи 2001 года, в городе проживало 13 519 человек, из которых мужчины составляли 54,54 %, женщины — соответственно 45,46 %. Плотность населения равнялась 4614 чел. на 1 км². Уровень грамотности населения составлял 30,9 % (при среднем по Бангладеш показателе 43,1 %).
Китайской фирмой строится нефтепровод от города в центральные части страны. Общая протяжённость — 220 км.